# ウォルター・フレデリック・ゲイル
ウォルター・フレデリック・ゲイル（Walter Frederick Gale、1865年11月27日 - 1945年6月1日）は、シドニー郊外のパディントンで生まれたオーストラリアの銀行家である。天文学に強い関心をもち、1884年に自身で初めて望遠鏡を作製した。
彼は、既に失われたガイル彗星を始め多くの彗星を発見し、またいくつかの二重星を発見した。1892年には、火星のオアシスと運河を発見した。1935年には、「彗星の発見とニューサウスウェールズ州の天文学に対する貢献」に対して、王立天文学会から、ジャクソン＝グウィルト・メダルを授与された。
2012年のキュリオシティの着陸地点に選ばれた火星のクレーターゲールは、彼の名誉を称えて名付けられた。

### 死亡記事
- MNRAS 106 (1946) 29